# Литовский референдум по атомной энергии (2012)
Референдум в Литве по использованию атомной энергии проходил в форме плебисцита 14 октября 2012 года одновременно с парламентскими выборами и касался вопроса строительства новой атомной электростанции. Предложение было отвергнуто 65% голосов.

## Контекст плебисцита
Игналинская АЭС в Литве была построена по похожему проекту с Чернобыльской АЭС и была признана Европейской комиссией слишком опасной. Она была закрыта в соответствии с договорённостью между Литвой и ЕС, достигнутой в 2004 году, когда Литва вошла в состав ЕС. Референдум по атомной энергии, прошедший в 2008 году, показал подавляющее большинство (89%) в пользу сохранения Игналинской АЭС, но критики рассматривали невысокую явку на референдуме (48%) как фактор, ослабляющий значимость результата. После закрытия Игналинской АЭС Литва стала в основном зависеть от поставок российских источников энергии. Правительством Литвы вместе с Латвией и Эстонией был разработан план строительства новой Висагинской АЭС мощностью 1 350 MW японской компанией Hitachi в окрестностях города Висагинаса на границе с Беларусью и Латвией. По плану Литва должна владеть 38% АЭС, Эстония — 22%, Латвия — 20% и Hitachi — 20%.
16 июля 2012 года Сейм принял решение (62 голосами за, 39 — против) провести плебисцит по вопросу строительства новой АЭС. Правящая партия Литвы Союз Отечества — Литовские христианские демократы, которая выступала против референдума, обвинила оппозицию в попытке набрать политический капитал на этом вопросе в преддверии парламентских выборов. Бывший президент Валдас Адамкус назвал решение Сейма бессмысленным, сказав: «что, если нация решит против, а правительство решит строить?..»

## Вопрос референдума
Я поддерживаю строительство новой атомной электростанции в Литовской Республике.
Оригинальный текст (лит.)Pritariu naujos atominės elektrinės statybai Lietuvos Respublikoje.

## Результаты
| Выбор                                      | Голоса    | %     |
| ------------------------------------------ | --------- | ----- |
| За                                         | 463 966   | 35,23 |
| Против                                     | 853 163   | 64,77 |
| Недействительных голосов/пустых бюллетеней | 43 953    | –     |
| Всего                                      | 1 361 082 | 100   |
| Зарегистрированных избирателей/Явка        | 2 588 418 | 52,58 |
| Источник: VRK                              |           |       |